# IGME (Xanthi)

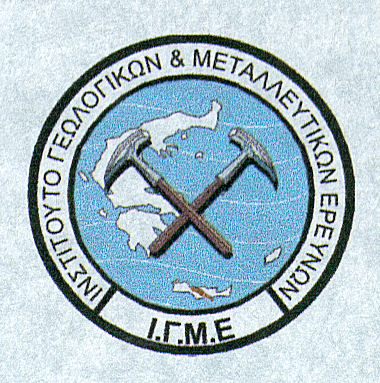

Das griechische Institut für geologische und Bergbau-Forschung (griechisch Ινστιτούτο Γεωλογικών & Μεταλλευτικών Ερευνών Institouto Geologikon & Metalleftikon Erevnon, kurz ΙΓΜΕ IGME), gegründet 1976, beschäftigt sich mit geologischen Studien und der Untersuchung und Bewertung mineralischer Rohstoff-Vorkommen. Für die Insel Thasos ist die Zweigniederlassung in Xanthi zuständig.
Noch vor der endgültigen Schließung der Eisenerzbetriebe, hatte die Organisation für die Industrielle Entwicklung Griechenlands (OWA) 1960 beschlossen, die verbliebenen Eisenerzvorräte auf der Insel Thasos eingehend zu bewerten. Die IGME führte 1962 mit dem französischen Bureau de Recherche Géologique et Minière (BRGM) diesbezügliche Untersuchungen durch. Mit dem Ergebnis der Studie konnte ganz offensichtlich kein neuer Konzessionär zur Wiederaufnahme des Erzabbaus gefunden werden.
Schließlich arbeitete die IGME unter Nikolaos Epitropou ab Juli 2002 an einer Durchführbarkeitsstudie für ein Industriekultur-Projekt mit Darstellung des Speidel’schen Galmeigewinnungs- und -verarbeitungsbetriebes aus den Anfängen des vergangenen Jahrhunderts. Für das Projekt stand eine Kofinanzierung der EU in Höhe von 600.000 € zur Verfügung. Das Machbarkeitsergebnis liegt inzwischen vor, ist jedoch nicht zugänglich. Die Restauration des Speidel’schen Verwaltungs- und Wohngebäudes, des Palati in Limenaria, wurde 2005 abgebrochen. Das Gebäude ist seitdem dem Verfall preisgegeben.